# Oksana Grishuk
Oksana Wladimirovna "Pasha" Grishuk (em russo:  Оксана Владимировна Грищук ; Odessa, RSFS da Rússia, 17 de março de 1972) é uma ex-patinadora artística russa, que competiu em provas na dança no gelo. Ela foi bicampeã olímpica na patinação artística em 1994 e 1998 ao lado de Evgeny Platov.

## Principais resultados

### Com Evgeny Platov
| Resultados                                                             | Resultados        | Resultados       | Resultados        | Resultados       | Resultados       | Resultados      | Resultados      | Resultados      | Resultados      | Resultados    | Resultados    | Resultados    |
| Internacional                                                          | Internacional     | Internacional    | Internacional     | Internacional    | Internacional    | Internacional   | Internacional   | Internacional   | Internacional   | Internacional | Internacional | Internacional |
| Evento/Temporada                                                       | 1989– 1990        | 1990– 1991       | 1991– 1992        | 1992– 1993       | 1993– 1994       | 1994– 1995      | 1995– 1996      | 1996– 1997      | 1997– 1998      |               |               |               |
| ---------------------------------------------------------------------- | ----------------- | ---------------- | ----------------- | ---------------- | ---------------- | --------------- | --------------- | --------------- | --------------- | ------------- | ------------- | ------------- |
| Jogos Olímpicos                                                        |                   |                  | 4.ª               |                  | Medalha de ouro  |                 |                 |                 | Medalha de ouro |               |               |               |
| Campeonato Mundial                                                     | 5.ª               | 4.ª              | Medalha de bronze | Medalha de prata | Medalha de ouro  | Medalha de ouro | Medalha de ouro | Medalha de ouro |                 |               |               |               |
| Campeonato Europeu                                                     | 5.ª               | 5.ª              | Medalha de bronze | Medalha de prata | Medalha de prata |                 | Medalha de ouro | Medalha de ouro | Medalha de ouro |               |               |               |
| GP Grand Prix Final                                                    |                   |                  |                   |                  |                  |                 | Medalha de ouro |                 | Medalha de ouro |               |               |               |
| GP NHK Trophy                                                          | Medalha de prata  |                  | Medalha de prata  |                  | Medalha de ouro  |                 |                 |                 | Medalha de ouro |               |               |               |
| GP Skate America                                                       |                   |                  |                   |                  |                  |                 | Medalha de ouro |                 |                 |               |               |               |
| GP Trophée Lalique                                                     |                   |                  |                   |                  |                  |                 | Medalha de ouro |                 | Medalha de ouro |               |               |               |
| Nacional                                                               |                   |                  |                   |                  |                  |                 |                 |                 |                 |               |               |               |
| Campeonato Russo                                                       |                   |                  |                   | Medalha de ouro  |                  |                 | Medalha de ouro |                 |                 |               |               |               |
| Campeonato Soviético                                                   | Medalha de bronze | Medalha de prata | Medalha de ouro   |                  |                  |                 |                 |                 |                 |               |               |               |
|                                                                        |                   |                  |                   |                  |                  |                 |                 |                 |                 |               |               |               |
| Legenda: GP = Grand Prix; Competição não foi disputada nesta temporada |                   |                  |                   |                  |                  |                 |                 |                 |                 |               |               |               |

### Com Alexandr Chichkov
| Resultados                                            | Resultados       | Resultados      | Resultados        | Resultados    | Resultados    | Resultados    | Resultados    | Resultados    | Resultados    | Resultados    | Resultados    | Resultados    |
| Internacional                                         | Internacional    | Internacional   | Internacional     | Internacional | Internacional | Internacional | Internacional | Internacional | Internacional | Internacional | Internacional | Internacional |
| Evento/Temporada                                      | 1986– 1987       | 1987– 1988      | 1988– 1989        |               |               |               |               |               |               |               |               |               |
| ----------------------------------------------------- | ---------------- | --------------- | ----------------- | ------------- | ------------- | ------------- | ------------- | ------------- | ------------- | ------------- | ------------- | ------------- |
| Grand Prix International de Paris                     |                  |                 | Medalha de bronze |               |               |               |               |               |               |               |               |               |
| Internacional – Júnior                                |                  |                 |                   |               |               |               |               |               |               |               |               |               |
| Campeonato Mundial Júnior                             | Medalha de prata | Medalha de ouro |                   |               |               |               |               |               |               |               |               |               |
| Nacional                                              |                  |                 |                   |               |               |               |               |               |               |               |               |               |
| Campeonato Soviético                                  |                  | Medalha de ouro |                   |               |               |               |               |               |               |               |               |               |
|                                                       |                  |                 |                   |               |               |               |               |               |               |               |               |               |
| Legenda: Competição não foi disputada nesta temporada |                  |                 |                   |               |               |               |               |               |               |               |               |               |